# Доли-Біскупе
Доли-Біскупе (пол. Doły Biskupie) — село в Польщі, у гміні Кунув Островецького повіту Свентокшиського воєводства.
Населення — 450 осіб (2011).
У 1975-1998 роках село належало до Келецького воєводства.

## Демографія
Демографічна структура на день 31 березня 2011 року:
|          | Загалом | Допрацездатний вік | Працездатний вік | Постпрацездатний вік |
| -------- | ------- | ------------------ | ---------------- | -------------------- |
| Чоловіки | 225     | 41                 | 166              | 18                   |
| Жінки    | 225     | 45                 | 118              | 62                   |
| Разом    | 450     | 86                 | 284              | 80                   |